# Кошкин, Константин Гаврилович
Константин Гаврилович Кошкин (13 ноября 1912, Пушкино, Московская губерния — 31 декабря 1993, Мамонтовка, Московская область) — советский скульптор. Участник Великой Отечественной войны, награждён орденами и медалями. Окончил факультет монументальной скульптуры Московского института прикладного и декоративного искусства. Член Союза художников СССР (1951). Работал в Симферополе, Севастополе, Московской области. Основная тема творчества — подвиг советского народа в  Великой Отечественной войне.

## Биография
Родился 13 ноября 1912 года в селе Пушкино Московской области. В 1939 году окончил Московское художественное училище памяти 1905 года. Участник Великой Отечественной войны. Служил в составе разведроты на Украинском и Западном фронтах в составе 141-й Киевской Краснознамённой ордена Богдана Хмельницкого стрелковой дивизии. В 1948 году окончил факультет монументальной скульптуры Московского института прикладного и декоративного искусства. Ученик Н. В. Томского и А. П. Кибальникова. Творческую деятельность начал в 1949 году. Член Союза художников СССР с 1951 года. Жил в Симферополе, Севастополе.
В 1976 году переехал из Севастополя в Мамонтовку, где проживал по адресу улица Кузнецкий мост, дом № 32. Константин Гаврилович ушёл из жизни 31 декабря 1993 года, похоронен на Мамонтовском кладбище.

## Награды
Награждён Орденом «Красной Звезды», Орденом «Знак Почёта», медалями «За отвагу», «За победу над Германией» «За победу над Японией», юбилейными медалями. Награждён почётными грамотами Верховного Совета Киргизской ССР, дипломами за участие на выставках.

## Творчество
Работал в области скульптурного портрета в таких материалах как мрамор, гранит, бронза. Участник многочисленных выставок: республиканская выставка (1949), выставка художников города Севастополя (1950—1954), всесоюзная выставка (1954), республиканская выставка, посвящённая 40-летию Великого Октября (1957), всесоюзная выставка, посвящённая 40-летию ВЛКСМ (1958), республиканская выставка «Советская Россия» (1960‚ 1963. 1967, 1970), выставка «Защитникам Москвы посвящается» (1966), всесоюзная выставка «50 лет Советской Власти» (1967), всесоюзная выставка «СССР — наша Родина» (1972), всесоюзная выставка «Советский портрет» (1977), республиканская выставка, посвящённая 60-летию Октября (1977), всесоюзная выставка «По Ленинскому пути» (1977), зональная выставка «Подмосковье мое» (1980, 1984, 1990).
В 1982 году Константин Кошкин устроил выставку своих работ на малой родине — в Ивантеевском городском Дворце культуры «Юбилейный» Пушкинского района Московской области. Это был творческий отчёт в связи с 70-летием со дня своего рождения и 35-летием работы в искусстве. Был выпущен относительно полный каталог работ, созданных им к этому времени. С 1947 по 1982 год в нём числилось 230 произведений.

Работы скульптора находились в Музее изобразительных искусств Киргизской ССР, Центральном музее Советской Армии, Министерстве культуры УССР, Музее И. В. Сталина в городе Гори. 

Бюст В. А. Глазунова в посёлке Колышлей Пензенской области, 1951  Объект культурного наследия народов РФ регионального значения. Рег. № 581710861750005 (ЕГРОКН)
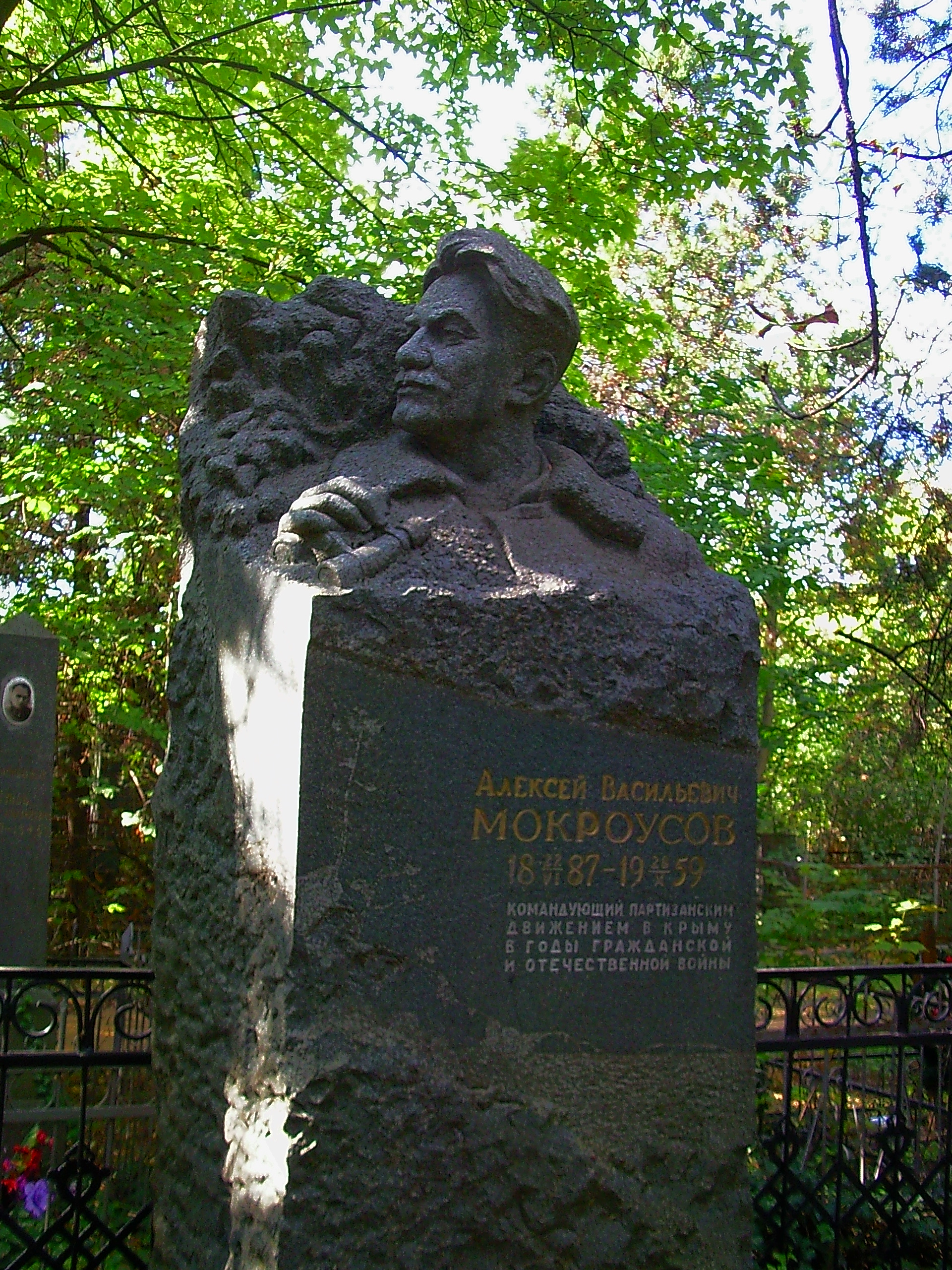
Могила А. В. Мокроусова на Военном кладбище в Симферополе, 1959 год,  Объект культурного наследия народов РФ регионального значения. Рег. № 911720892790005 (ЕГРОКН)
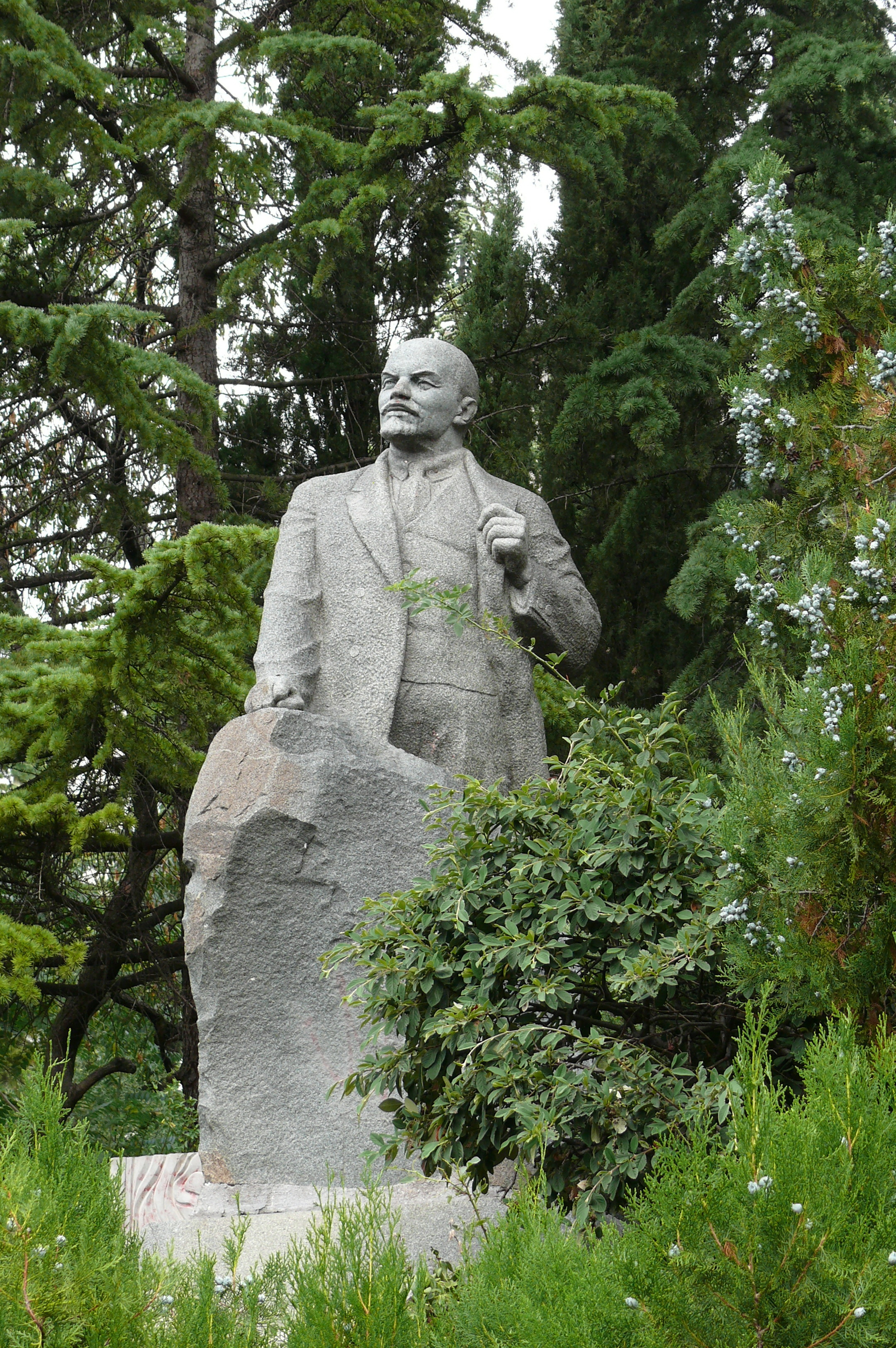
Памятник В. И. Ленину, Гурзуф, 1968, совместно со скульпторами О. Д. Миньковой и Н. Н. Качановым   Объект культурного наследия народов РФ регионального значения. Рег. № 911710902110005 (ЕГРОКН)
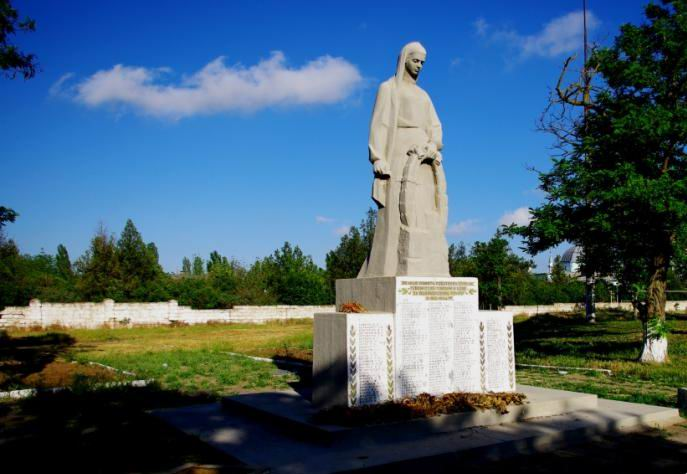
Памятный знак в честь воинов-освободителей, Саки, Евпаторийское шоссе, сквер у гражданского кладбища  Объект культурного наследия народов РФ регионального значения. Рег. № 911710855850005 (ЕГРОКН)
Бюст космонавта А. С. Иванченкова, Ивантеевка

## Основные известные работы
Создал множество надгробий для мест захоронений павших в борьбе с немецко-фашистскими захватчиками и бюстов героев войны.
В Челябинской области (село Губернское Кузнецкого сельского поселения) совместно с архитектором А. В. Сотниковым им был создал памятник дважды Герою Советского Союза танкисту В. С. Архипову по заказу Комитета по делам искусств при Совете Министров СССР (1949). Для создания бюста Архипов приезжал в Москву с места службы и позировал Кошкину в его мастерской. Художественно-экспертный совет в составе маститых М. Г. Манизера, С. Д. Меркурова, Г. И. Мотовилова и других принял работу с оценкой «отлично». Гипсовая модель была передана в Кировский государственный музей искусств. Открытие памятника состоялось 23 ноября 1952 года.
Были созданы надгробие партизана А. В. Мокроусова (Симферопопь, военное кладбище) 1959, памятник К. Марксу (колхоз «Россия», село Восход), памятник В. И. Ленину (Гурзуф, совместно с Миньковой О. Д. и Качановым Н. Н.) 1968, памятник-бюст дважды Герою Советского Союза генерал-лейтенанта В. А. Глазунова (Колышлей) 1951, бюст дважды Героя Советского Союза маршала И. И. Якубовского, бюст дважды Героя Социалистического Труда хлопкороба А. Анарова, космонавта А. С. Иванченкова, памятник генерал-майору авиации Н. А. Острякову (Севастополь) 1973, памятник адмиралу П. С. Нахимову (село Нахимово, Красногвардейский район), церемония торжественного открытия памятника в Нахимово состоялась 10 сентября 1966 года.
Памятник на братской могиле (село Красный Мак, Бахчисарайский район), «Курган Воинской Славы» (село Красный Мак), фигура солдата-ветерана с пионером (Курган), памятник-бюст Герою Советского Союза Ч. Тулебердиеву (Киргизская ССР), памятник павшим в годы гражданской и ВОВ (село Октябрьское).
Бюст 32-го президента США, изготовленый ещё в 1960 году скульптором Константином Кошкиным, был открыт 22 апреля 2017 года на улице Рузвельта в Ялте.

### Бюсты Ю. А. Гагарина
Вместе с супругой, скульптором О. Д. Миньковой создал первый в Симферополе бюст космонавта Ю. А. Гагарина всего через 4 дня после полёта, а позднее он создал ещё несколько. Сам Кошкин впоследствии так вспоминал об этом: «По инициативе газеты „Крымская правда“ 16 апреля 1961 года мною был выполнен и установлен в г. Симферополе первый бюст первого космонавта. В торжественной обстановке на митинге трудящихся города бюст был открыт. Об этом событии тут же сообщили радио и телевидение, газеты и журналы, печать Италии и Франции. Памятник постоял до осени 1961 года, и всегда к нему несли цветы».
Сын скульптора Сергей вспоминал: «Осенью 1962-го мои родители и я вместе с ними были в Гурзуфе — мама заканчивала работу над памятником Пушкину в гурзуфском парке, папа помогал ей. Гагарин с семьей отдыхал в гурзуфском санатории Министерства обороны, причем был там инкогнито, везде ходил в чёрных очках. Родители случайно встретили Гагарина в парке, конечно, узнали его, рассказали, что уже работали над его портретом. И папа уговорил Юрия Алексеевича позировать ему.». Имеется дарственное фото первого космонавта, а мраморный бюст Кошкин подарил Гагарину.

## Семья
- Жена — Ольга Денисовна Минькова (5 августа 1923—12 мая 2006), скульптор, заслуженным художник АРК[9].
- Сын — Сергей Константинович Кошкин[5]
- Дочери - Лидия Константиновна Малышкина (Кошкина)
- Наталья Константиновна Юдина (Кошкина)
- Алла Константиновна Даниленко (Кошкина).